# Яничі
Яничі́ (до 1946 — Янич) — село в Україні, у Черкаському районі Черкаської області, підпорядковане Чигиринській міській громаді.
Населення — 859 чоловік (1638 у 1972 році).

## Географія
Село розташоване за 15 км на захід від районного центру — міста Чигирин та за 25 км від залізничної станції Фундукліївка. На заході сусідить з селом Вдовичине і селищем Бурякове, на півдні з селом Вершаці.

## Археологічні розвідки
Поблизу села виявлено поселення пізньої бронзи та раннього скіфського часу.

## Історія
Село засноване 1650-го року. За легендою біглий поляк Ян подорожував курними дорогами України, шукаючи кращого життя. Дорога привела його до дрімучого лісу та великих горбів. Йому сподобалася краса цієї місцевості і він тут залишився жити. Відтоді цей куточок став називатися Яниним, а річка — Янкою. З часом з'явилося ще безліч хатинок. Так і виникло поселення Янич.
В 1928 році в селі організовано машинно-тягове товариство, яке об'єднувало 40 селянських господарств. Товариство стало осередком місцевого колгоспу.
У 1930-ті—40 роках у с. Янич було 3 сільськогосподарські артілі: хутори Вдовичине, Херсонка та центральна садиба в с. Янич. На території села працювали цегельний завод, Яничанське лісництво, сітроцех. На хуторах діяли клуби, бібліотеки, магазини, школи.
У 1932-1933 роках мешканці села Янич пережили Голодомор. Зі спогадів деяких очевидців кількість загиблих становила не менше третини від загальної кількості мешканців[джерело?].
У жовтні 1943-го війська фашистської Німеччини спалили 200 хат, знищили 476 жителів.
577 жителів села брали участь у Другій світовій війні, з них 94 нагороджені орденами та медалями. 234 загинули на фронтах.

Братська могила

На братській могилі, де поховані жертви окупації у 1966 році встановлено обеліск Слави.
У 1946 році назву населеного пункту змінено на Іванівка — на честь командира партизанського загону Іванкова Івана Федоровича, що загинув у боях за село і похований на його території.
За радянської влади в селі розміщувалась центральна садиба колгоспу «Вітчизна», яка використовувала 3064 га землі, у тому числі 2697 га орної.
Станом на 1972 рік в селі працювали — 8-річна школа, клуб, 2 бібліотеки з книжковим фондом 10 096 книг, 2 кіноустановки, фельдшерсько-акушерський пункт, пологовий будинок, дитячі ясла, відділення зв'язку та ощадна каса. У сфері обслуговування населення працювало 5 магазинів, їдальня, 2 буфети, майстерня побутового обслуговування, комунгосп. 
19 вересня 2024 року Верховна Рада підтримала перейменування села Іванівка на Яничі. 26 вересня 2024 року перейменування набуло чинності та було повернуто історичну назву.

## Сучасність
На території села Яничі діють фельдшерсько-акушерський пункт, будинок культури, офіс Яничанського лісництва ДП «Чигиринське лісове господарство», раз на тиждень відкривається відділення зв'язку, пункти торгівлі.